# Bawozihono
Bawozihono is een bestuurslaag in het regentschap Nias Selatan van de provincie Noord-Sumatra, Indonesië. Bawozihono telt 953 inwoners (volkstelling 2010).